# Royal Rumble (1998)
Royal Rumble (1998) – 11. edycja gali wrestlingu Royal Rumble, wyprodukowanej przez World Wrestling Federation (WWF), która odbyła się 18 stycznia 1998 w San Jose Arena w San Jose w stanie Kalifornia. Gala oferowała sześć walk, w tym jedną będącą sztandarowym wydarzeniem tego pay-per-view, czyli Battle Royal Royal Rumble match, w którym zwyciężył Stone Cold Steve Austin (wygrał po raz drugi z rzędu), eliminując jako ostatniego z ringu The Rocka.
W pozostałych ważnych starciach podczas gali: Shawn Michaels pokonał The Undertakera w Casket matchu o WWF Championship; The Rock pokonał Kena Shamrocka przez dyskwalifikację o WWF Intercontinental Championship, a The Legion of Doom (Animal i Hawk) pokonali The New Age Outlaws (Billy Gunn i Road Dogg) przez dyskwalifikację o WWF Tag Team Championship.

## Rezultaty
| Nr                                                                                    | Wyniki | Stypulacje                                                                         | Czas  |
| ------------------------------------------------------------------------------------- | --- | ---------------------------------------------------------------------------------- | ----- |
| 1                                                                                     | Vader pokonał The Artist Formerly Known as Goldust (w/ Luna Vachon)                                                      | Singles match                                                                      | 7:51  |
| 2                                                                                     | Max Mini, Mosaic i Nova pokonali Battaliona, El Torito i Tarantulę                                                       | Six-man tag team match z Sunny jako sędziną specjalną                              | 7:48  |
| 3                                                                                     | The Rock (c) pokonał Kena Shamrocka przez dyskwalifikację                                                                | Singles match o WWF Intercontinental Championship                                  | 10:52 |
| 4                                                                                     | The Legion of Doom (Animal i Hawk) pokonali The New Age Outlaws (Billy’ego Gunna i Road Dogga) (c) przez dyskwalifikację | Tag team match o WWF Tag Team Championship                                         | 7:57  |
| 5                                                                                     | Stone Cold Steve Austin zwyciężył w Royal Rumble matchu eliminując jako ostatniego z ringu The Rocka                     | 30-osobowy Royal Rumble match na walkę o WWF Championship na gali WrestleMania XIV | 55:25 |
| 6                                                                                     | Shawn Michaels (c) (w/ Chyna i Triple H) pokonał The Undertakera                                                         | Casket match o WWF Championship                                                    | 20:30 |
| (c) – mistrz/mistrzyni przed walkąD – walka była dark matchem (nietransmitowana w TV) | |                                                                                    |       |

### Royal Rumble match
Nowy zawodnik wchodził do ringu co 90 sekund.
| Wchodzący jako | Wrestler                             | Wyeliminowany jako | Wyeliminowany przez                                           | Czas w ringu | Liczba wyeliminowanych wrestlerów |
| -------------- | ------------------------------------ | ------------------ | ------------------------------------------------------------- | ------------ | --------------------------------- |
| 1              | Cactus Jack                          | 2                  | Chainsaw Charlie                                              | 09:21        | 1                                 |
| 2              | Chainsaw Charlie                     | 6                  | Mankind                                                       | 25:19        | 2                                 |
| 3              | Tom Brandi                           | 1                  | Cactus Jack i Chainsaw Charlie                                | 00:12        | 0                                 |
| 4              | The Rock                             | 29                 | Steve Austin                                                  | 51:32        | 3                                 |
| 5              | Mosh                                 | 3                  | Kurrgan                                                       | 13:09        | 0                                 |
| 6              | Phineas I. Godwinn                   | 13                 | Mark Henry                                                    | 28:48        | 1                                 |
| 7              | 8-Ball                               | 15                 | Steve Austin                                                  | 30:43        | 1                                 |
| 8              | Blackjack Bradshaw                   | 16                 | Dude Love                                                     | 35:45        | 1                                 |
| 9              | Owen Hart                            | 10                 | Chyna i Triple H                                              | 02:00        | 1                                 |
| 10             | Steve Blackman                       | 4                  | Kurrgan                                                       | 05:58        | 0                                 |
| 11             | D’Lo Brown                           | 17                 | Faarooq                                                       | 32:21        | 1                                 |
| 12             | Kurrgan                              | 5                  | 8-Ball, Bradshaw, Ken Shamrock, Phineas I. Godwinn i The Rock | 03:38        | 2                                 |
| 13             | Marc Mero                            | 14                 | Steve Austin                                                  | 19:38        | 0                                 |
| 14             | Ken Shamrock                         | 9                  | The Rock                                                      | 09:15        | 1                                 |
| 15             | Thrasher                             | 19                 | Steve Austin                                                  | 28:08        | 0                                 |
| 16             | Mankind                              | 7                  | The Artist Formerly Known as Goldust                          | 02:07        | 1                                 |
| 17             | The Artist Formerly Known as Goldust | 24                 | Chainz                                                        | 26:01        | 2                                 |
| 18             | Jeff Jarrett                         | 8                  | Owen Hart                                                     | 01:05        | 0                                 |
| 19             | The Honky Tonk Man                   | 18                 | Vader                                                         | 19:55        | 0                                 |
| 20             | Ahmed Johnson                        | 12                 | D’Lo Brown i Mark Henry                                       | 03:18        | 0                                 |
| 21             | Mark Henry                           | 26                 | Faarooq                                                       | 19:07        | 2                                 |
| 22             | Skull                                | 11                 | Nie wszedł do ringu                                           | 00:00        | 0                                 |
| 23             | Kama Mustafa                         | 20                 | Steve Austin                                                  | 13:58        | 0                                 |
| 24             | Steve Austin                         | -                  | Zwycięzca                                                     | 15:58        | 7                                 |
| 25             | Henry O. Godwinn                     | 23                 | Dude Love                                                     | 11:32        | 0                                 |
| 26             | Savio Vega                           | 21                 | Steve Austin                                                  | 09:29        | 0                                 |
| 27             | Faarooq                              | 28                 | The Rock                                                      | 10:03        | 3                                 |
| 28             | Dude Love                            | 27                 | Faarooq                                                       | 07:53        | 2                                 |
| 29             | Chainz                               | 25                 | Steve Austin                                                  | 04:56        | 1                                 |
| 30             | Vader                                | 22                 | The Artist Formerly Known as Goldust                          | 02:15        | 1                                 |

#### Statystyki i ciekawostki Royal Rumble matchu
- Największa liczba wyeliminowanych przeciwników: Stone Cold Steve Austin – 7.
- Najdłuższy czas przebywania w ringu: The Rock – 51 minut i 32 sekundy.
- Najkrótszy czas przebywania w ringu: Tom Brandi – 12 sekund.
- Ośmiu zawodników przebywało w ringu dłużej niż 25 minut podczas Royal Rumble matchu, byli to: Blackjack Bradshaw (~36 min.), D-Lo Brown (~32 min.), 8-Ball (~31 min.), Phineas I. Godwinn (~29 min.), Thrasher (~28 min.), The Artist Formerly Known as Goldust (~26 min.), i Terry „Chainsaw Charlie” Funk (~ 25 min.).
- Stone Cold Steve Austin wyrównał rekordy Hulka Hogana (1990, 1991) i Shawna Michaelsa (1995, 1996) dwukrotnie z rzędu wygrywając Royal Rumble match. Jednocześnie Stone Cold Steve Austin jest ostatnim wrestlerem WWE, który wygrywał Royal Rumble match przynajmniej dwukrotnie lub więcej razy z rzędu.
- Mick Foley jest jedynym wrestlerem, który wszedł do tego samego Royal Rumble matchu trzykrotnie pod różnymi gimmickami[6].
- Sędzia Jack Doan został nieumyślnie kopnięty przez Phineasa I. Godwinna podczas jego wyeliminowania przez Marka Henry’ego. W rezultacie Doan doznał wstrząśnienia mózgu.
- Triple H i Chyna nie byli zawodnikami na liście Royal Rumble matchu jednak pojawili się na hali podczas wejścia The Honky Tonk Mana z zamiarem wyeliminowania Owena Harta.
- Skull nie wszedł do ringu, pomimo iż był na liście zawodników w Royal Rumble matchu, gdyż został zaatakowany przez Los Boricuas, którzy pomylili go ze Stone Coldem Steve’em Austinem.

#### Ciekawostki całej gali
- Wszystkie trzy główne mistrzostwa federacji WWF (WWF Championship, WWF Intercontinental Championship i WWF Tag Team Championship) zostały obronione przez swoich posiadaczy.
- Po raz pierwszy w historii gal pay-per-view federacji WWF żadna z walk o tytuły mistrzowskie nie zakończyła się przypięciem (ang. pinfall): Michaels wygrał poprzez zamknięcie The Undertakera w trumnie, The Rock oszukał sędziego zgłaszając użycie niedozwolonego przedmiotu (kastetu) przez Shamrocka, a The New Age Outlaws celowo użyli stalowego krzesła do ataku na przeciwników by zdyskwalifikować siebie.